# Alsodes australis
Alsodes australis е вид земноводно от семейство Cycloramphidae.

## Разпространение
Видът е разпространен в Аржентина и Чили.